# Липилин, Александр Алексеевич
Александр Алексеевич Липилин (18 января 1913, Рассказово, Тамбовская губерния — 27 февраля 2003, Москва) — советский военный лётчик, участник Великой Отечественной войны, полковник, Герой Советского Союза (1942).

## Биография
Родился 18 января 1913 года в посёлке Рассказово Тамбовской губернии. После окончания семи классов школы и школы фабрично-заводского ученичества проживал и работал в Свердловске.
В 1934—1938 годах проходил службу в Рабоче-крестьянской Красной Армии, в 1937 году окончил Оренбургскую военную авиационную школу лётчиков и лётнабов. В 1940 году повторно призван в армию. С июня 1941 года — на фронтах Великой Отечественной войны.
К октябрю 1941 года старший лейтенант Александр Липилин командовал звеном 41-го истребительного авиаполка 7-й смешанной авиадивизии Северо-Западного фронта. К тому времени он совершил 112 боевых вылетов, сбив по данным наградных документов 9 вражеских самолётов лично, а по данным последних исследований М. Ю. Быкова — 8 лично и 4 в группе, также во время штурмовок уничтожил более 30 автомашин и 4 переправы.
Указом Президиума Верховного Совета СССР «О присвоении звания Героя Советского Союза начальствующему составу Военно-воздушных сил Красной Армии» от 24 февраля 1942 года за «образцовое выполнение боевых заданий командования на фронте борьбы с немецкими захватчиками и проявленные при этом отвагу и геройство» удостоен высокого звания Героя Советского Союза с вручением ордена Ленина и медали «Золотая Звезда» за номером 677.
В январе 1942 года был отозван с фронта и далее до конца войны служил в перегоночной авиации. К тому времени совершил 257 боевых вылетов, провёл около 50 воздушных боёв, в которых сбил лично 8 и в составе группы ещё 7 самолётов.
После окончания войны продолжил службу в ВВС. С 1949 года — командир авиаполка, с декабря 1951 года — заместитель командира авиадивизии, с декабря 1952 года — командир авиадивизии. В 1954 году окончил курсы усовершенствования офицерского состава, в 1957 году — Высшие академические курсы при Военной академии Генерального штаба. В 1961 году в звании полковника Липилин был уволен в запас.
Проживал в Москве. До 1984 года работал инженером в ОКБ Сухого. Умер 27 февраля 2003 года, похоронен на Широкореченском кладбище Екатеринбурга.
Награждён двумя орденами Ленина, двумя орденами Красного Знамени, двумя орденами Отечественной войны 1-й степени, двумя орденами Красной Звезды, рядом медалей.
В июле 2019 года истребитель МиГ-3 Александра Липилина был найден поисковым отрядом «Демянск».